# 1061 هـ
1061 هـ هي سنة في التقويم الهجري امتدت مقابلةً في التقويم الميلادي بين سنتي 1650 و1651.

## وفيات
- كليم الكاشاني